# Kennin-ji
Kennin-ji (建仁寺?) es un histórico templo budista zen en Higashiyama, Kioto, Japón, cerca de Gion, al final de la calle Hanami. Está considerado como uno de los llamados Gozan de Kioto o 'los cinco templos zen más importantes de Kioto'.

## Historia

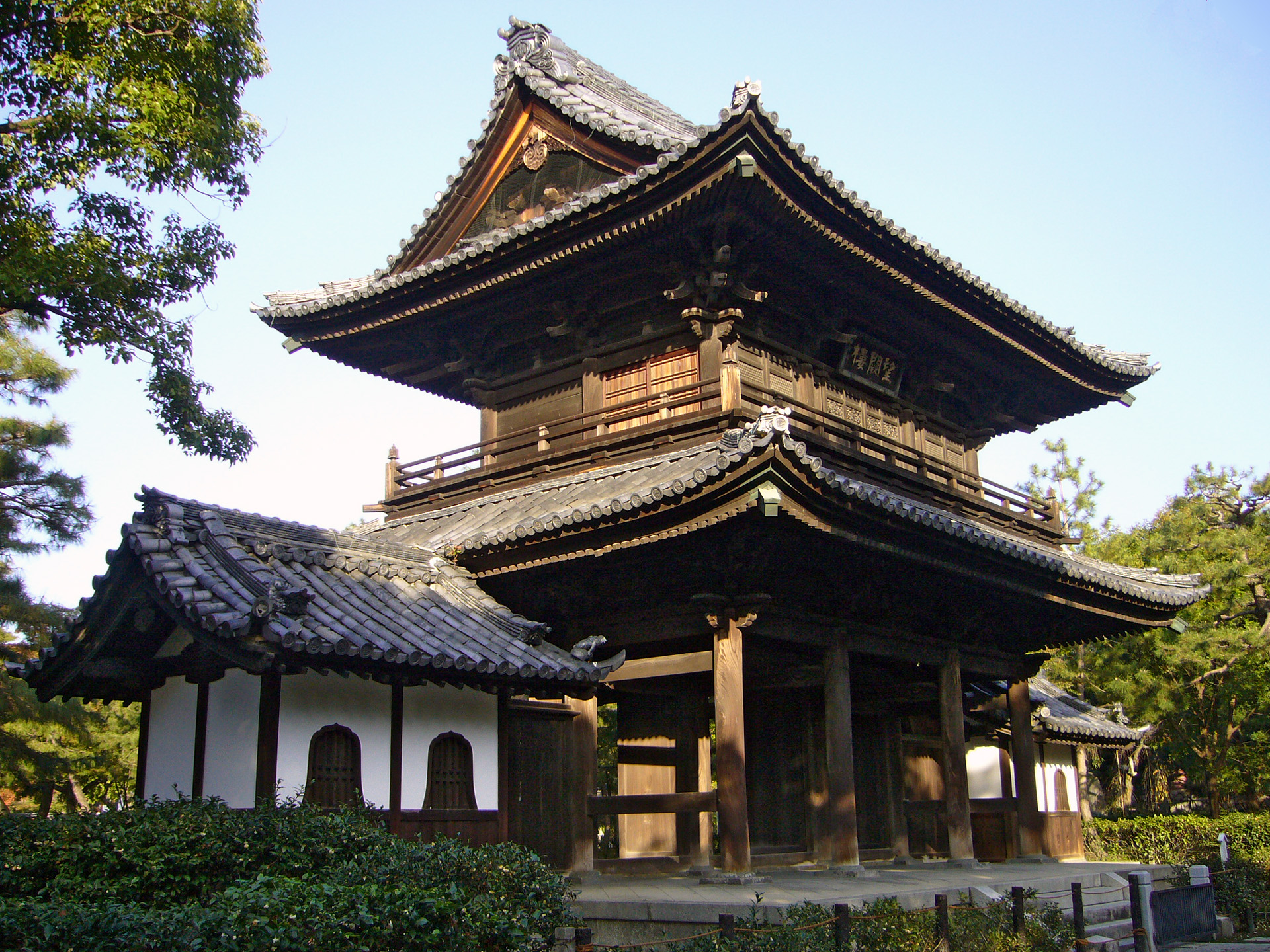
Sanmon (三門, or sammon, puerta principal), bōketsurō (望闕楼)

Kennin-ji fue fundado en 1202 y está considerado el más antiguo templo zen de Kioto.
El monje Eisai, que introdujo el Zen en Japón, fue abad fundador de Kennin-ji y está enterrado en los terrenos del templo. Durante sus primeros años, el templo combinó las prácticas de Zen, Tendai y Shingon, pero se convirtió en una institución puramente Zen bajo el undécimo abad,Lanxi Daolong (蘭渓道隆 Rankei Dōryū?) (1213–1278). 
El maestro zen Dōgen, más tarde fundador de la secta japonesa Sōtō, se formó en Kennin-ji. Es uno de los templos sede de la secta Rinzai.

## Arquitectura

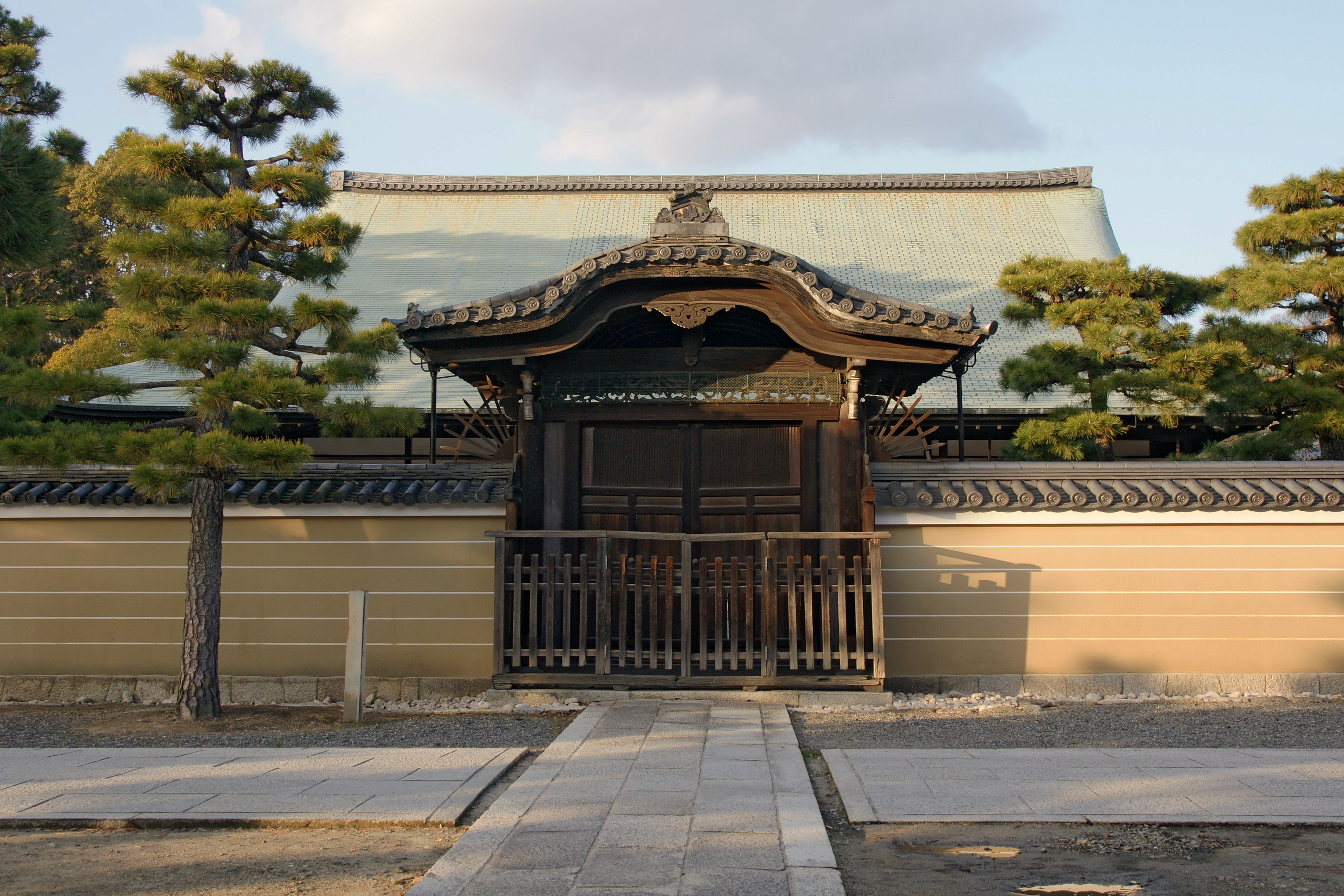
Hōjō (方丈, alojamiento del abad), una de las Propiedades Culturales Importantes de Japón.

Cuando se construyó, el templo contenía siete edificios principales. Ha sufrido incendios a lo largo de los siglos, y fue reconstruido a mediados del siglo XIII por el maestro zen Enni, y nuevamente en el siglo XVI mediante donaciones de edificios de los cercanos templos Ankoku-ji y Tōfuku-ji.
Hoy día, los edificios de incluyen los alojamientos del Abad (Hōjō), donados por Ankoku-ji en 1599; el salón del Dharma (Hatto), construido en 1765; la casa de té construida en 1587 con diseño del maestro del té Sen no Rikyū para Toyotomi Hideyoshi y la puerta del Mensajero Imperial (Chokushimon), que se remonta al período Kamakura, y que todavía muestra marcas de flechas. En los recintos de Kennin-ji existen 14 subtemplosy y tiene cerca de 70 templos asociados en todo Japón.
En 2002, Koizumi Junsaku (1924–2012) realzó la configuración arquitectónica con una pintura dramática del techo mediante dos dragones. Esta obra de arte se pintó por primera vez en el pabellón deportivo de una antigua escuela primaria y se instaló para conmemorar el 800 aniversario del templo. El dragón simboliza la lluvia de las enseñanzas budistas. El Shōkoku-ji en Kioto también cuenta con un dragón en el techo de su salón principal.
Destaca el jardín de rocalla (karesansui) y en el terreno de Kennin-ji, están plantados alrededor de 30 árboles de té de China en el Jardín de Té Heisei y detrás de un cenotafio de piedra que conmemora la contribución de Eisai al té en Japón..

## Obras de arte

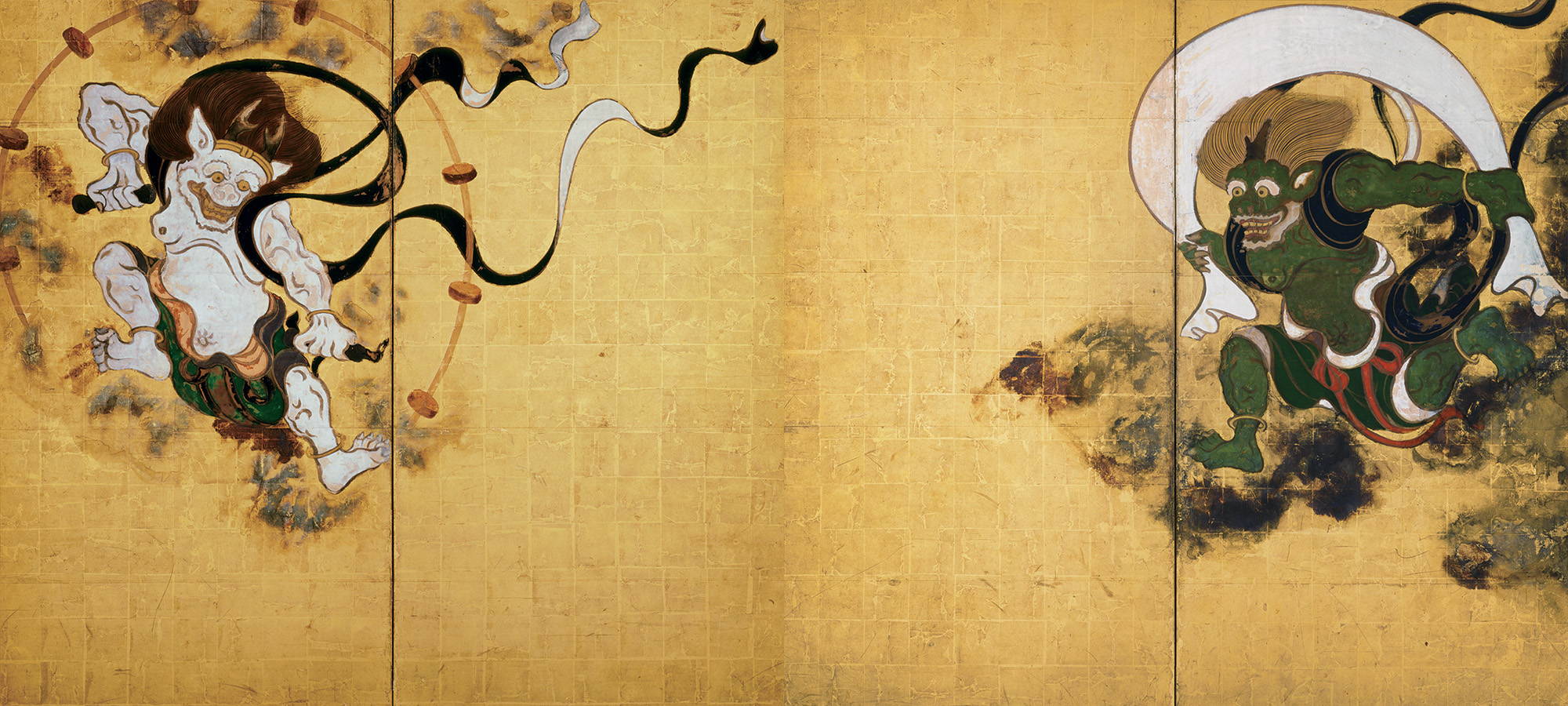
Fujin y Raijin de Tawaraya Sōtatsu, Tesoro Nacional de Japón.

Kennin-ji contiene pinturas notables de Hashimoto Kansetsu. Fujin y Raijin, un par de biombos dobles de Tawaraya Sōtatsu, se exhiben en el Museo Nacional de Kioto. A la izquierda está Raijin (雷神), dios de los rayos, truenos y tormentas en la religión sintoísta y en la mitología japonesa. A la derecha está Fūjin (風神) o Futen, dios japonés del viento y uno de los dioses sintoístas más antiguos. Se le representa como un demonio terrorífico parecido a un mago, asemejándose a un humanoide de cabeza roja y piel verde que lleva una piel de leopardo, que lleva una gran bolsa de vientos sobre sus hombros. 
Los "Dragones gemelos" de Koizumi Junsaku miden 11.4m por 15.7m (tamaño de 108 esteras de tatami) y están dibujados con tinta de la mejor calidad en un grueso papel tradicional japonés en la sala Hōdō.